# Cratere Land
Land  è un cratere sulla superficie di Marte.